# Xhuliano Skuka
Xhuliano Skuka (ur. 2 sierpnia 1998 w Debarze) – albański piłkarz, w 2022 roku dołączył do reprezentacji Albanii.